# Спик, Ли
Ли Спик (англ. Lee Spick; 25 апреля 1980 — 26 января 2015) — английский профессиональный игрок в снукер. Жил в Мэнсфилде. Профессионал с 2000 года.
Ли Спик дважды выходил в last 48 чемпионата мира — в 2006 и 2009 годах. В 2006 он обыграл Дэвида Ро и Рики Уолдена, уступив затем Джону Пэрроту, 8:10. В 2009 уступил на этой же стадии Стиву Дэвису, 8:10. Однако, до этого он обыграл Стивена Крейги, Барри Пинчеса и Эдриана Ганнэла.
Ещё дважды выходил в last 48 Открытого чемпионата Китая (в 2007 и 2008 годах), уступая соответственно Джеймсу Уоттане и Дэйву Харольду.